# Consejo de Coordinación para la Implementación del Sistema de Justicia Penal (México)

El Consejo de Coordinación para la implementación del Sistema de Justicia Penal, es una entidad del gobierno federal mexicano, que funciona como órgano desconcentrado de la Secretaría de Gobernación, que fue creado mediante decreto publicado en el diario oficial de la federación el 13 de octubre de 2008, siendo presidente de la República Felipe Calderón Hinojosa; esta instancia tiene como finalidad principal establecer la política y la coordinación nacional, necesarias para implementar el sistema de justicia penal, tanto en el ámbito federal como en el estatal y municipal.

## Antecedentes
El 18 de junio de 2008, después de un largo debate legislativo, se aprobaron reformas a la Constitución Política de México, cuyo principal objeto fueron la transformación del sistema de seguridad y justicia penal de uno mixto a uno adversarial o de corte acusatorio, a efecto de que en este nuevo sistema penal, exista un respecto irrestricto a las garantías individuales y Derechos humanos que la misma constitución consagra, brindando seguridad jurídica a las personas. En virtud de las reformas mencionadas y dado que el sistema judicial existente en el país es distinto, se decidió la creación del consejo a a efecto, de que a través de este, se lograra que todas las entidades federativas adecuaran sus legislaciones de forma similar para poder dar cumplimiento a las nuevas disposiciones constitucionales, además de crear una política de justicia penal que, con respeto a la soberanía de cada Estado, su operación y funcionamiento sean integrales, congruentes y eficaces, en todo el país y respetando los principios establecidos en la reforma constitucional.

## Atribuciones
El Consejo de Coordinación, tiene entre otras las siguientes atribuciones:
- Emitir los acuerdos, lineamientos, normas, procedimientos y demás instrumentos normativos necesarios para el debido cumplimiento de su objeto, vinculatorios para sus integrantes
- Elaborar las políticas, programas y mecanismos necesarios para instrumentar, en los tres órdenes de gobierno, una estrategia nacional para la implementación del Sistema de Justicia Penal, que contemple la programación de compromisos y etapas de desarrollo
- Diseñar criterios para las reformas constitucionales y legales necesarias para cumplir con su objeto
- Aprobar los programas de capacitación y difusión sobre el Sistema de Justicia Penal dirigidos a jueces, agentes del Ministerio Público, policías, defensores, peritos, abogados, así como a la sociedad en general
- Coadyuvar con el Congreso de la Unión y las Legislaturas de las Entidades Federativas, en el seguimiento y evaluación de los recursos presupuestales ejercidos en la implementación y operación del Sistema de Justicia Penal
- Elaborar los criterios para la suscripción de convenios de colaboración interinstitucional; así como los acuerdos de coordinación con los gobiernos de las entidades federativas y de cooperación internacional

## Estructura
El consejo se encuentra integrado de la siguiente manera:
| Institución                                              | Funcionario                                                        |
| -------------------------------------------------------- | ------------------------------------------------------------------ |
| Secretaría de Gobernación (Presidente del Consejo)       | Dr. Alejandro Poiré Romero                                         |
| Secretaría de Seguridad Pública                          | Ing. Genaro García Luna                                            |
| Procuraduría General de la República                     | Lic. Marisela Morales Ibáñez                                       |
| Consejería Jurídica del Ejecutivo Federal                | Lic. Miguel Carlos Alessio Robles Landa                            |
| Cámara de Senadores del Congreso de la Unión             | Sen. Ricardo Fidel Pacheco Rodríguez                               |
| Cámara de Diputados del Congreso de la Unión             | Diputado Gustavo González Hernández                                |
| Suprema Corte de Justicia de la Nación                   | Min. Sergio Armando Valls Hernández                                |
| Consejo de la Judicatura Federal                         | Consejero César Esquinca Muñoa                                     |
| Conferencia Nacional de Secretarios de Seguridad Pública | Lic. Marco Tulio López Escamilla                                   |
| Conferencia Nacional de Procuración de Justicia          | Lic. Renato Sales Heredia (Procurador del Estado de Campeche)      |
| Comisión Nacional de Tribunales Superiores de Justicia   | Mtro. Baruch F. Delgado Carbajal (Magistrado del Estado de México) |
| Organizaciones académicas                                | Mtro. Miguel Sarre Iguíniz                                         |
| Organizaciones civiles                                   | Lic. Alejandro Joaquín Martí García                                |